# Éragny
Éragny (auch Éragny-sur-Oise genannt) ist eine französische Gemeinde mit 18.723 Einwohnern (Stand: 1. Januar 2022) im Département Val-d’Oise im Nordwesten von Paris. Sie gehört zur Communauté d’agglomération de Cergy-Pontoise und zum Kanton Cergy-2. Die Einwohner heißen Éragniens bzw. Éragniennes.

## Geographie
Éragny liegt 30 Kilometer vom Pariser Stadtzentrum entfernt an der Oise und gehört zur ville nouvelle von Cergy-Pointoise. Die Gemeinden, die Éragny umgeben, sind im Norden Saint-Ouen-l’Aumône, im Osten Herblay-sur-Seine, im Süden Conflans-Sainte-Honorine, im Südwesten Neuville-sur-Oise. Im Westen grenzt Éragny an Cergy und im Nordwesten an Pontoise.

## Geschichte
Als Heriniacus bzw. Aeriniacus ist die Gemeinde im frühen Mittelalter bezeichnet worden. Bis ins 19. Jahrhundert hinein hatte Éragny nicht mehr als 500 Einwohner. Als mit dem 20. Jahrhundert der Anschluss an das Bahnnetz erfolgte, stieg die Einwohnerzahl beträchtlich an.

## Politik

### Partnerschaften
Éragny unterhält Partnerschaften mit folgenden Städten und Gemeinden:
- Munster (Örtze), Niedersachsen, Deutschland
- Komló, Ungarn
- Nioko, Burkina Faso

### Wappen
Blasonierung: „In Blau ein goldenes Andreaskreuz, bewinkelt im Schildhaupt mit einer goldenen Lilie, in den Flanken mit zwei pfahlweisen, abgewandten silbernen Schnecken und im Schildfuß mit einer stilisierten silbernen Flussschleife (Oise), in der Mitte belegt mit einem Schildchen, darin in Grün zwei aneinandergelehnte stilisierte silberne Palmen über einem silbernen, ausgeschlagenen linksschrägen Wellenbalken.“

## Sehenswürdigkeiten
- Waschhaus aus dem 19. Jahrhundert

## Verkehr
Neben der Bahn wird die Stadt von der Route nationale 184 durchquert, die sich unmittelbar hinter der Gemeindegrenze im Norden mit der Autoroute A15 kreuzt.

## Persönlichkeiten
- Jacques-Henri Bernardin de Saint-Pierre (1737–1814), Schriftsteller